# Lesueur-Nationalpark
Der Lesueur-Nationalpark ist ein 2.700 km² großer Nationalpark an der Westküste des australischen Bundesstaates Western Australia. Zusammen mit dem Stirling-Range- und Fitzgerald-River-Nationalpark ist er einer der bedeutendsten Schutzgebiete für die Tier- und Pflanzenwelt im Südwesten von Australien. Der Park liegt etwa 210 km nördlich von Perth und 100 km südlich von Geraldton (Australien).

## Geschichte
Im Juni 1801 segelte, aus Süden kommend, das französische Schiff Naturaliste die Küsten entlang. Vorbei an Jurien Bay sichtete man zwei auffällige Tafelberge. Der eine wurde zu Ehren von Charles-Alexandre Lesueur, einem Entdecker, Naturforscher und Botaniker an Bord der Naturaliste, Mount Lesueur, der andere Mount Peron genannt.
Die nächste Aufzeichnung, in der der Berg erwähnt wird, stammt von Kapitän George Grey, der mit fünf anderen auf dem Landweg die Gegend durchquerte. Ihr Schiff war in der Nähe von Kalbarri gesunken.
Mit James Drummond kam 1850 der erste Botaniker in die Gegend, um die Pflanzenwelt zu erkunden und zu beschreiben. In den darauffolgenden Jahren, als das Gebiet nördlich von Perth landwirtschaftlich erschlossen wurde, klammerte man das Gebiet um den Mount Lesueur aus, da es aufgrund der felsigen Landschaft und einer Vielzahl giftiger Pflanzen für die Viehwirtschaft ungeeignet war. Das Gebiet ist deswegen von Eingriffen des Menschen verschont geblieben.
Der Nationalpark wurde am 24. Januar 1992 offiziell eröffnet.

## Geographie
Die alten Sedimentgesteine der Lesueur-Cockleshell Gully wurde in der Erdgeschichte durch eine Reihe von Verwerfungen mehrfach gefaltet. Aus diesen Faltungen sind zahlreiche Gräben und Risse entstanden, die heute ein wichtiges Rückzugsgebiet für viele Tiere und Pflanzen darstellen.  Mount Lesueur selbst, ein fast kreisrunder Tafelberg, ist das Relikt einer lang andauernden Erosion der umliegenden Lateritebene. Im Westen des Parks befinden sich Sanddünen, Sümpfe und niedrige Kalksteinhügel.

## Flora und Fauna
Die den Mount Lesueur umgebende Lateritebene ist hauptsächlich mit Buschland bedeckt, von den Aborigines auch „kwongan“ genannt. Das auf den ersten Blick eintönige, nur einen Meter hohe Buschland beherbergt eine größere Artenvielfalt als jeder andere Vegetationstyp in Western Australia. Auf zehn Quadratmetern findet man bis zu 80 Pflanzenarten, aber schon wenige hundert Meter weiter bestimmt eine andere Artengemeinschaft das Bild. Eine solche Diversität ist vergleichbar mit derjenigen tropischer Regenwälder.
Die Vielfalt an Tierarten ist nicht zuletzt durch die Vielfalt der Pflanzenarten bedingt. Etwa 200 der 820 Pflanzenarten stehen unter einem besonderen Schutz. Darunter sind sehr ursprüngliche Arten, die in Mikrohabitaten die letzten Millionen Jahre mit zahlreichen klimatischen Veränderungen überlebt haben. So gedeihen zum Beispiel an den südlichen Hängen des Mount Leseur, ein Gebiet mit gemäßigter Sonneneinstrahlung und feuchter Meeresluft, Kingia australis, Hakea megalosperma und Conostylis androstemma.